# Första kärleken
För andra betydelser, se Första kärleken (olika betydelser).
Första kärleken (norska: Ikke naken) är en norsk långfilm från 2004 i regi av Torun Lian, med Julia Krohn, Bernhard Naglestad, Marie Kinge och Maria Elisabeth A. Hansen i rollerna.

## Handling
12-åriga Selma, Ingun och Elin kom för länge sedan överens om att aldrig bli kära, vilket ändå är jättelöjligt. Men då blir Selma intresserad av Andy.

## Rollista
- Julia Krohn — Selma
- Reidar Sørensen — Gaston
- Kim Sørensen — Rikard
- Bernhard Naglestad — Andy
- Elias Holmen Sørensen — Minsten
- Andrine Sæther — Annelise
- Ane Dahl Torp — Nora
- Robert Skjærstad — präst
- Silje Storstein — Marianne Christennsen
- Maria Elisabeth A. Hansen — Elin
- Marie Klinge — Ingun
- August Karlseng — Lille-Trond
- Gustaf Skarsgård — främlingen
- Tobias Bøksle — Karsten
- Celine Engebrigtsen — expedit
- Lars Brunborg — läraren
- Gitte Witt — Karstens flört